# روهوزنا (ناحیه ییهلاوا)
روهوزنا (به چکی: Rohozná) یک منطقهٔ مسکونی در جمهوری چک است که در ناحیه ییهلاوا واقع شده‌است. روهوزنا ۱۱٫۴۲ کیلومتر مربع مساحت و ۳۹۱ نفر جمعیت دارد و ۵۵۴ متر بالاتر از سطح دریا واقع شده‌است.